# 요코야마 도모노부
요코야마 도모노부(일본어: 横山 知伸, 1985년 3월 18일 ~ 2024년 1월 4일)는 일본의 전 축구 선수이다.

## 구단 경력
그는 2008년부터 201년까지 J리그의 가와사키 프론탈레, 세레소 오사카, 오미야 아르디자, 홋카이도 콘사돌레 삿포로, 로아소 구마모토, FC 기후에서 활동하였다.